# Strakonice nejen sobě

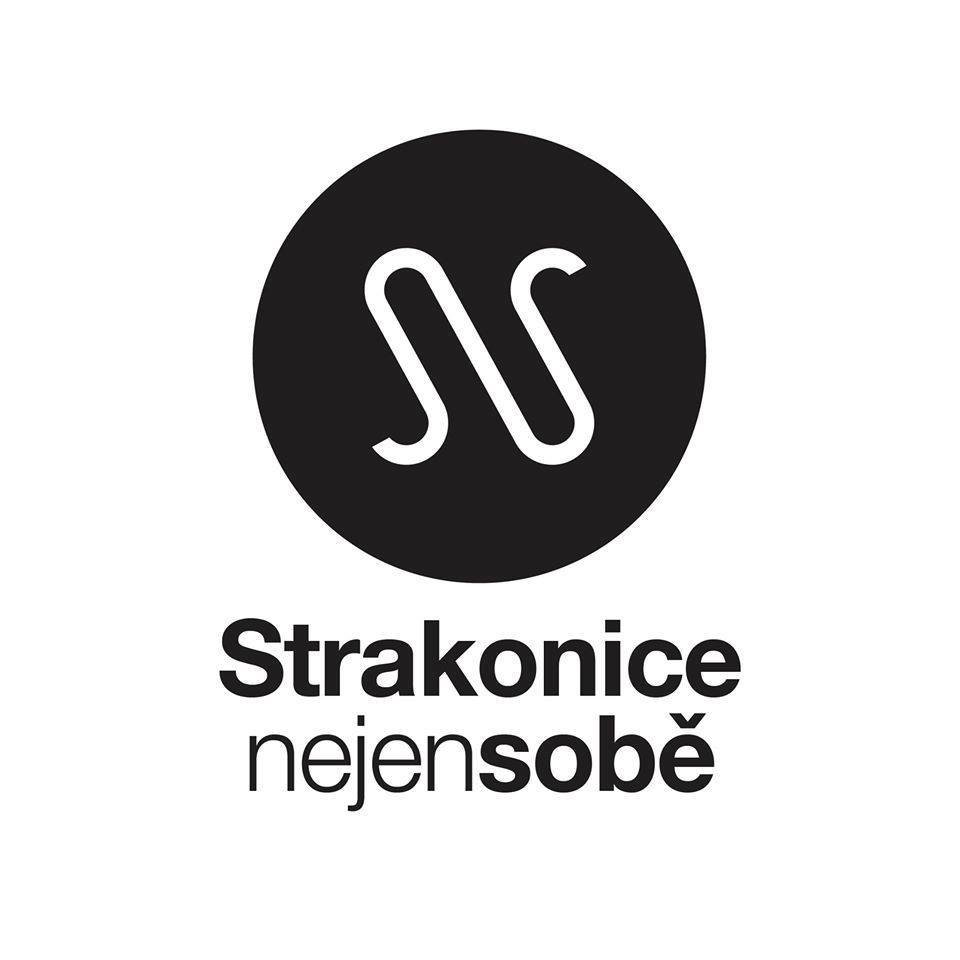
SNS

Strakonice nejen sobě (SNS) jsou multižánrovým festivalem, který se koná jednou za dva roky v polovině září v jihočeských Strakonicích. Snaží se o to, aby lidem přiblížil rozmanitou strakonickou kulturu, oživil veřejná místa, propojil kulturní scénu s místními a vzájemně lidi různého věku, náboženského vyznání, národnostního či etnického původu spojil k sobě. Celý festival funguje na principu dobrovolnosti. Jednotliví účinkující vystupují bez nároku na honorář. Zároveň je také neziskovou událostí, do které se může zapojit naprosto každý. 

## Nultý ročník
Nultý ročník proběhl od 9. do 13. září 2015, kdy podle organizátorů z řad nadšenců, ze skupiny Sunshine cabaret z. s. a volného sdružení Strakonice v Republice na 22 scénách vystoupilo 600 účinkujících (včetně 76 souborů) a navštívilo jej více než 4 000 návštěvníků. Festival získal také cenu za 1. místo v kategorii „Akce roku“ v anketě Strakonická Grammy 2015 a obdržel titul „Významný počin roku“ od oblastní poroty Jihočeské hospodářské komory.

## Druhý ročník
Další ročník proběhl od 14. do 17. září 2017, kdy podle organizátorů na 23 scénách vystoupilo 450 účinkujících a navštívilo jej více než 5 500 návštěvníků.

## Třetí ročník
III. multižánrový festival Strakonice nejen sobě, který pořádají místní nadšenci, proběhl od 13. do 15. září 2019. Tentokrát hlavním dějištěm bylo OC MAXIM, Stonehenge, Palackého náměstí a další stage. Nechyběli ani strakonické kavárny, čajovny a hospůdky.